# Мёрзлая земля (сериал)
«Мёрзлая земля» — российский художественный сериал в детективном жанре режиссёра Оксаны Карас со Светланой Ходченковой, Юрием Чурсиным и Антоном Филипенко в главных ролях. Его премьера состоялась 7 апреля 2023 года на онлайн-платформах Wink и Кинопоиск. Сериал получил противоречивые отзывы.

## Сюжет
Главная героиня сериала Лариса Айдарова живёт в небольшом приморском городе Озёрске, работает в такси, на досуге печёт торты на заказ. После многих лет несчастливого брака она начинает встречаться с Максимом, тоже таксистом. Внезапно его задерживают по подозрению в убийстве девушки. Полиция утверждает, что все улики указывают на Максима, но Лариса не верит этому и начинает собственное расследование.
Сериал основан на статье-расследовании Таисии Бекбулатовой «Дорога в Аскиз», опубликованной в интернет-издании «Холод», про серийного маньяка Дмитрия Лебедя. Прототипом главной героини сериала стала Стелла Комиссарова — женщина, с которой Лебедь состоял в отношениях в последние годы перед арестом.

## В ролях
- Светлана Ходченкова — Лариса (Ляля) Айдарова, таксистка
- Юрий Чурсин — Андрей Фёдорович Орлов, старший следователь по особо важным делам
- Антон Филипенко — Максим Чалкин, таксист, возлюбленный Ларисы
- Полина Гухман — Катя Айдарова, школьница, дочь Ларисы
- Сабина Ахмедова — Евгения Викторовна Градова, следователь, капитан юстиции, подруга Ларисы
- Андрей Бурковский — Владислав Айдаров, муж Ларисы
- Максим Стоянов — Борис Семёнов, оперуполномоченный
- Анастасия Шевцова — Виктория Виноградова, фотограф, жертва маньяка
- Григорий Чабан — Роман Виноградов, муж Виктории
- Виталий Коваленко — Олег Сортыков, отец Виктории
- Юлия Джулай — Мария Криворучко
- Игорь Черневич — Игорь Юрьевич
- Илья Борисов — моряк
- Варвара Владимирова — Ольга
- Уршула Малка — Светлана Сортыкова, мать Виктории
- Надежда Толубеева — Любовь Синица
- Эмилия Спивак — Надежда Панова
- Алексей Ведерников — Владимир Чалкин, старший брат Максима
- Дмитрий Изместьев — Семён Аркадьевич, адвокат
- Артём Цыпин — Николай, диспетчер такси
- Юлия Марченко — Алла
- Андрей Некрасов — дежурный
- Кристина Кузьмина — Арина
- Надежда Кулакова — «Милашка»
- Юлия Башорина — Юля

## Создание и оценки
Работа над сериалом началась в 2020 году. Изначально режиссёром должна была стать Дарья Жук, позже — Валерия Гай Германика, которую сменила Оксана Карас. Проект был представлен на главном питчинге сериальных проектов Series Mania во Франции в марте 2020 года. К работе над ним присоединилась американская онлайн-платформа Topic, так что «Мёрзлая земля» должна была стать первым совместным проектом такого рода, но впоследствии сотрудничество с американцами было свёрнуто. Сценаристом остался Сергей Калужанов, как задумывалось с самого начала, главные роли получили Светлана Ходченкова, Антон Филипенко и Юрий Чурсин.
Съёмки начались в Колпино в мае 2022 года. Первые кадры сериала были показаны в октябре 2022 года на презентации «Кинопоиска». Премьерный показ начался 7 апреля 2023 года на онлайн-платформах Wink и Кинопоиск, а финальная серия вышла 19 мая.
Обозреватель «Форбс.ру» раскритиковал создателей сериала за излишнюю «гламуризацию» главных героев, счёл сомнительным подбор актёров (Светлана Ходченкова, по его мнению, не похожа на провинциальную таксистку, а Антон Филипенко далёк от образа грузного Дмитрия Лебедя, которого к тому же в сериале называют «мешком» и «тюфяком»), выразил сожаление в связи с отсутствием на экране хакасского колорита. «Остаётся только гадать, каким мог бы получиться сериал, если бы его делали авторы, которые изначально и задумывали проект», — констатирует этот критик. Рецензент с «Фильм.ру» счёл, что «в красочной жанровой обёртке проект смотрелся бы выигрышнее. Будничную авторскую драму, растянутую на восемь эпизодов, выдержать непросто».
Обозреватель «Комсомольской правды» написал в своей рецензии, что «в сериале много живого, настоящего», а режиссёру «каким-то образом удаётся не свалиться в стилистику субботних сериалов „России 1“ — несмотря на то, что она активно использует клише из библиотечки „Тебе, режиссёр сериалов для женщин“». «Впрочем, — признаёт рецензент, — ровно так же Карас избегает поползновений в сторону качественной драмы а-ля „Мейр из Исттауна“». По мнению критика, «Мёрзлая земля» — это не триллер, как её часто называют, а «мелодрама с детективщинкой».